# Bartholomeus Spranger
Bartholomeus Spranger, född 21 mars 1546 i Antwerpen, död 1611, var en flamländsk målare, tecknare, skulptör och etsare. Mellan 1565 och 1575 var han verksam i Paris, Milano, Parma och framförallt Rom. Från 1575 var han verksam vid Maximilian II:s hov i Wien och från 1580 hos Rudolf II i Prag. Hans mytologiska, allegoriska och religiösa ämnen utmärks av hans komplicerade kompositioner och förställda framställningar av människor. Han utövade inflytande på konstnärer som Karel van Mander, Cornelis van Haarlem och i synnerhet Hendrick Goltzius. Mander skrev senare en biografi om Spranger i sin Schilder-boeck (1604). Spranger räknas som den mest inflytelserike manieristen norr om Alperna.